# Wiarołomni
Wiarołomni (org. szw. Trolösa) – film z 2000 roku w reżyserii Liv Ullmann, według scenariusza Ingmara Bergmana.

## Obsada
- Lena Endre jako Marianne
- Erland Josephson jako reżyser Bergman
- Krister Henriksson jako David
- Thomas Hanzon jako Markus
- Michelle Gylemo jako Isabelle
- Juni Dahr jako Margareta
- Philip Zandén jako Martin Goldman
- Thérèse Brunnander jako Petra Hoist
- Marie Richardson jako Anna Berg[1]

## Fabuła
Stary reżyser (Erland Josephson jako Bergman) zaczyna tworzyć scenariusz, który opowiada o rozpadzie małżeństwa. Wspomina historię związaną z aktorką Marianne (Lena Endre). Była ona piękną kobietą, żyjącą w dostatku, szczęśliwą żoną dyrygenta orkiestry Markusa i matką 9-letniej córeczki Isabelle. Pewnego razu podczas nieobecności męża, David, reżyser filmowy i wieloletni przyjaciel rodziny, proponuje aktorce romans. Wyjeżdżają razem do Paryża, co powoduje konsekwencje, z którymi muszą sobie później poradzić.
Film jest oparty na motywach autobiograficznych Bergmana i jest próbą rozliczenia się z przeszłością.

## Nagrody
- 2000: udział w konkursie głównym na 53. MFF w Cannes[3]
- 2001: Guldbagge dla najlepszej aktorki dla Leny Endre[1]